# Beilschmiedia hexanthera
Beilschmiedia hexanthera är en lagerväxtart som beskrevs av H. van der Werff. Beilschmiedia hexanthera ingår i släktet Beilschmiedia och familjen lagerväxter. Inga underarter finns listade i Catalogue of Life.